# Nef-reactie
De Nef-reactie is een organische reactie, waarmee een primair of secundair nitroalkaan omgezet wordt in het corresponderende aldehyde of keton, met afsplitsing van distikstofmonoxide. De reactie is genoemd naar de Zwitsers-Amerikaanse scheikundige John Ulric Nef, die ze voor het eerst beschreef in 1894. Hij behandelde het natriumzout van nitroethaan met zwavelzuur en bekwam aceetaldehyde.
De oorspronkelijke werkwijze bestaat uit de vorming van het nitronaatzout 2 door reactie van de nitroverbinding 1 met waterig natriumhydroxide; dat nitronaatzout wordt daarna met een sterk mineraal zuur (zwavelzuur of zoutzuur) omgezet in de carbonylverbinding 3, met afsplitsing van distikstofmonoxide 4. Het nitronaatzout hoeft niet geïsoleerd te worden.
Met een primair nitroalkaan verkrijgt men een aldehyde, met een secundair nitroalkaan een keton. Tertiaire nitroalkanen kan men niet gebruiken voor de Nef-reactie, omdat er een proton in de alfapositie nodig is voor de vorming van het nitronaat (stap 1→2).
Men kan de Nef-reactie ook uitvoeren met een oxideermiddel als reagens in plaats van het sterk zuur; kaliumperoxosulfaat is een geschikt oxideermiddel, evenals waterstofperoxide, ozon, kaliumpermanganaat en andere oxidatoren. Bij deze oxidatieve Nef-reacties wordt het aldehyde verder geoxideerd tot het corresponderende carbonzuur.
De Nef-reactie wordt gebruikt in organische syntheses, onder meer voor de synthese van farmaceutische stoffen.